# 3M

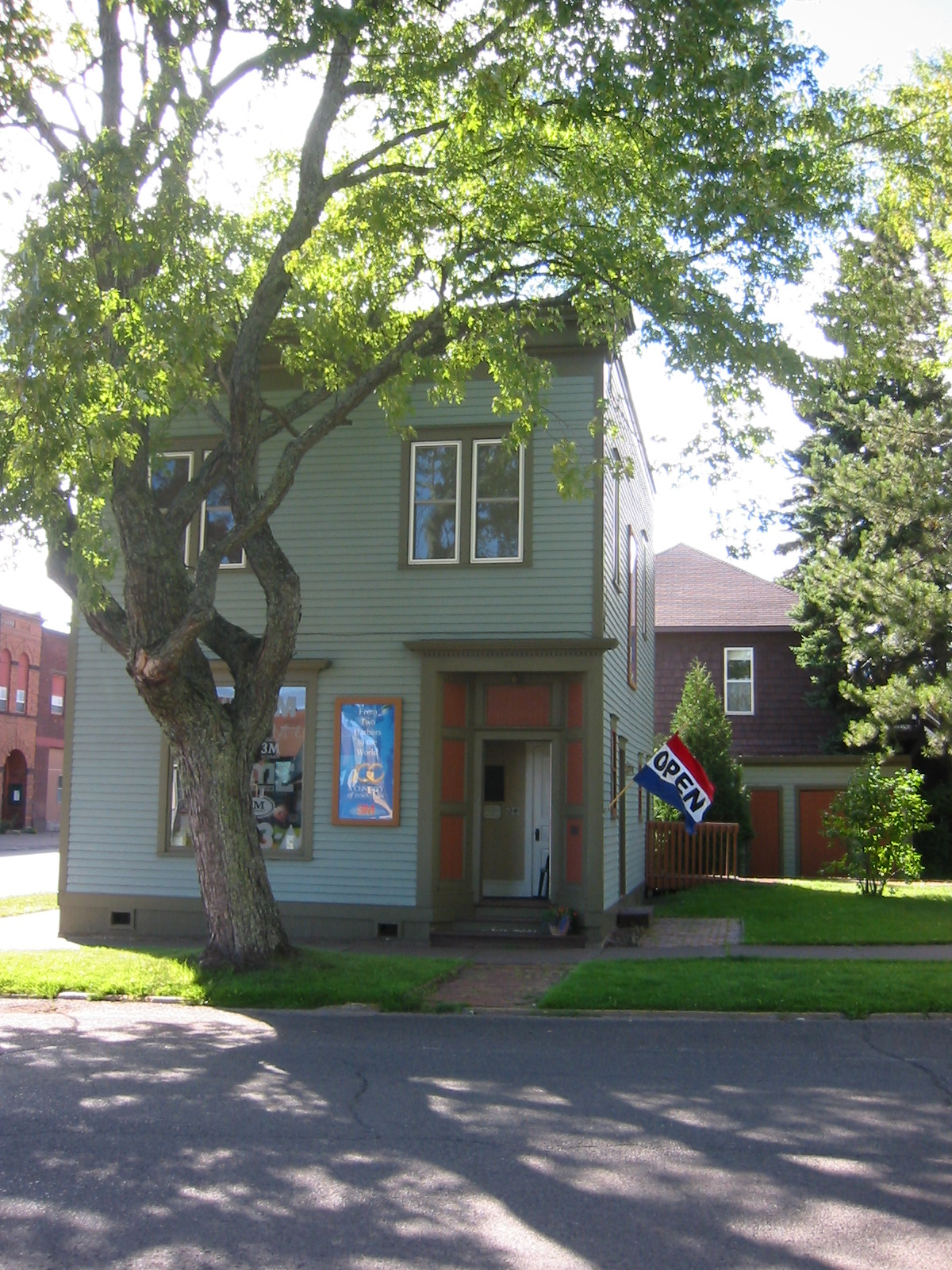
Das Haus in Saint Paul, Minnesota, in dem 3M gegründet wurde, ist heute ein Museum.

3M (Minnesota Mining and Manufacturing Company) ist ein weltweit agierender US-amerikanischer Technologiekonzern mit Hauptsitz in Saint Paul im US-Bundesstaat Minnesota. Bei Verbrauchern ist 3M unter anderem durch seine registrierten Marken Post-it und Scotch bekannt. Der Konzern produziert mehr als 50.000 verschiedene Produkte auf der Basis von 47 Technologieplattformen und über 25.000 Patenten. Für das Gesamtjahr 2023 erwirtschaftete die 3M Company einen Umsatz von 32,68 Mrd. US-Dollar.

## Unternehmen
Im Jahr 1902 gegründet, beschäftigte sich 3M anfangs mit Abbau und Weiterverarbeitung von Mineralien zur Herstellung von Schleifpapier für die Automobilindustrie. Aufgrund von Kundennachfragen erweiterte das Unternehmen allmählich seine Produktpalette. So entwickelten beispielsweise unternehmenseigene Forscher das erste Abdeck-Klebeband für die Zweifarben-Lackierung der damals in Mode kommenden Automobile. Auf dieser Basis begann das Unternehmen bald, sich zu diversifizieren und international aufzustellen. Heute hat es Niederlassungen in über 70 Ländern.

## Geschichte
Im Februar 2015 erfolgte die Übernahme von Polypore International durch die Unternehmen Asahi Kasei und 3M zu einem Gesamtpreis von 2,2 Milliarden US-Dollar bzw. 1 Milliarde US-Dollar. Dabei erwarb Asahi Kasei die Geschäftsbereiche, die mit Batterien für Elektrofahrzeuge verbunden sind, während 3M die Segmente übernahm, die auf Mikroporenmembranen und Module zur Filtration in den Industrie- und Spezialmärkten spezialisiert sind.

## Marken und Produkte
Der Unternehmensname 3M ist gleichzeitig die bekannteste Marke und fungiert als Dachmarke für die meisten Produkte. Weiterhin gibt es über 1.000 Produktmarken, wie beispielsweise Vikuiti, Scotchlite, Littmann, Tartan oder Thinsulate.
Bei 3M werden zwei Produktlinien verknüpft: Die sogenannten Nonwoven, oft aus Polyester und die Coatings. So bestehen z. B. die wieder ablösbaren Post-It-Haftnotizzettel aus Papier, teilweise einseitig beschichtet mit Klebstoff, ebenso wie Schleifpapier, hier sind Papier oder Gewebe Träger und Schleifkorn als funktionelle Beschichtung, Magnetbänder oder Disketten sind Träger mit Magnetbeschichtung, bei CD-Rohlingen wird Polycarbonat als Träger mit lichtempfindlicher Schicht zum Brennen verwendet oder Filme sind Träger mit lichtempfindlicher Beschichtung.
Beispiel für die Nonwoven sind die Schleifvliese der Scotch-Brite-Schwämme. Diese Nonwoven gibt es von sehr fein ohne Schleifkorn wie Luftfilter für Festplatten im Mikrometerbereich bis sehr grob mit Schleifkorn als Schruppscheiben für den Stahlbau. Bei Medizinprodukten werden beide Technologien kombiniert: Feines Nonwoven als Träger mit hautfreundlichem Klebstoff als Beschichtung ergibt ein Pflaster. Diese Materialkombination findet sich auch bei vielen anderen Produkten von 3M.
Weitere Produkte für industrielle Herstellungsprozesse oder handwerkliche Arbeiten sind zum Beispiel:
- Konstruktionsklebstoffe
- Hochleistungs-Verbindungssysteme
- Sicherheitsetiketten
- Kennzeichnungssysteme
- Schleifmittel
- Keramische Textilien für den Einsatz im Hochtemperaturbereich
- Produkte für die Gebäudereinigung und -pflege
- Abschottungsmaterialien
- intumeszente Baustoffe
- Arbeitsschutz Material wie z. B. Atemschutzmasken und Schutzbrillen

Das Unternehmen ist einer der weltweit führenden Lieferanten für medizinische Einwegprodukte zur Infektionsprävention in Krankenhäusern und in der Pflege. Dazu gehören OP-Mäntel, -Abdeckungen und -Masken ebenso wie Pflaster, Verbände und Produkte zur Wundversorgung. Weitere bekannte Produkte sind Littmann-Stethoskope und die Dentalprodukte der Zweigniederlassung 3M ESPE AG. Mit Beratung und Software zur DRG-Einführung ist das Unternehmen außerdem Partner für viele Kliniken. Seit 2009 gibt es ein Joint Venture mit Fresenius Kabi.
Zwischen 1962 und 1976 stellte 3M Brettspiele her (u. a. Acquire, Schach, Ploy und TwixT) und gehörte zu den größeren Spieleverlagen in dieser Zeit. Darunter fällt die Reihe Bookshelf Games, deren Umkarton einem Buch nachempfunden war, so dass man sie im Bücherregal aufbewahren konnte. 1976 wurde die gesamte Spielelinie an Avalon Hill verkauft.  Der Schleiftechnikhersteller Winterthur Technology Group wurde Ende 2010 von 3M übernommen.

## Umweltbilanz

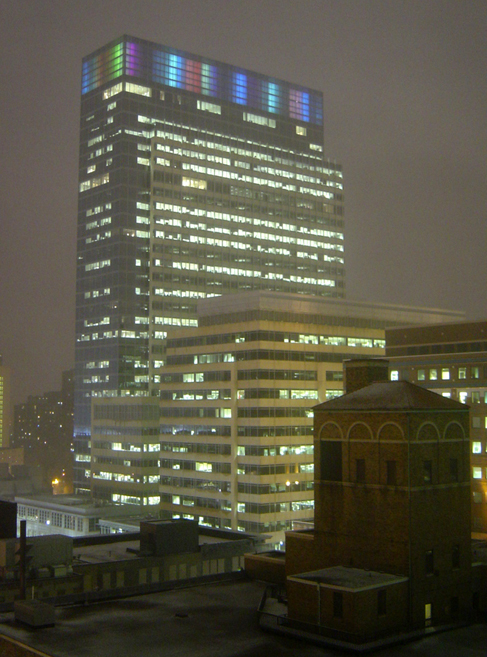
Das Target Light System, erbaut von 3M am Hauptsitz von Target in Minneapolis

Das 3M-Programm zur Vermeidung von Umweltverschmutzung (3P) wurde 1975 ins Leben gerufen. Das Programm konzentrierte sich zunächst auf die Reduzierung der Umweltverschmutzung auf Werksebene und wurde 1989 erweitert, um Recycling zu fördern und Abfall in allen Bereichen zu reduzieren. Anfang der 1990er Jahre führten etwa 2.500 3P-Projekte zu einer Reduzierung der gesamten globalen Schadstoffemissionen von 3M um 50 Prozent und sparten 3M 500–600 Millionen US-Dollar durch die Vermeidung der Produktion von Abfällen, die anschließend behandelt werden hätten müssen.
Im Jahr 1983 wurde die Oakdale Mülldeponie in Oakdale (Minnesota) von der US-amerikanische Umweltschutzbehörde als sogenannter Superfund-Standort gelistet, nachdem erhebliche Grundwasser- und Bodenkontaminationen durch flüchtige organische Verbindungen und Schwermetalle aufgedeckt worden waren.
Die Oakdale Deponie war eine von 3M genutzte Mülldeponie in den 1940er und 1950er Jahren.

### „Ewige Chemikalien“ Wasserverschmutzung
Im Jahr 2023 erzielte 3M eine Vereinbarung zur Zahlung einer Entschädigung in Höhe von 10,3 Milliarden US-Dollar an zahlreiche US-amerikanische öffentliche Wassersysteme, um Tausende von Klagen wegen PFAS-Kontamination beizulegen.
Bereits in den 1950er Jahren zeigten Studien von 3M, dass PFAS-Chemikalien sich im Blut anreichern können. In den 1960er Jahren ergaben Tierversuche von 3M und DuPont, dass PFAS-Chemikalien gesundheitliche Risiken darstellen könnten. Bis Mitte der 1970er Jahre war 3M bewusst, dass PFAS in amerikanischen Blutproben nachweisbar war. In den 1980er Jahren stellten 3M und DuPont Verbindungen zwischen PFAS und Krebserkrankungen her und fanden erhöhte Krebsraten unter ihren eigenen Arbeitern. Trotz dieses Wissens informierte 3M die Regulierungsbehörden erst 1998 über diese Risiken.
Im Jahr 1999 begann die EPA mit der Untersuchung von perfluorierten Chemikalien, nachdem sie Daten über die globale Verbreitung und Toxizität von Perfluoroctansulfonsäure (PFOS) erhalten hatte.
Diese Materialien sind Teil einer breiten Gruppe von per- und polyfluorierten Substanzen, die oft als PFAS bezeichnet werden, von denen jede unterschiedliche chemische Eigenschaften hat.
Die Anlage in Cottage Grove stellte PFAS von den 1940ern bis 2002 her.
Im Mai 2000 kündigte 3M die Ausmusterung von PFOS und PFOS-bezogenen Produktionslinien an und durch verstärkte Regulierung und juristischen Druck
erneuerte 3M im Jahr 2023 seinen Vorsatz die Produktion von PFOS bis Ende 2025 vollständig einzustellen.
PFAS werden in zahlreichen Verbraucherprodukten wie Kosmetika, Kochgeschirr, Papierbeschichtungen, Textilien oder Ski-Wachsen eingesetzt. Außerdem werden PFAS zur Oberflächenbehandlung von Metallen und Kunststoffen, in Pflanzenschutzmitteln oder Feuerlöschmitteln verwendet.
Im Jahr 2008 gründete 3M innerhalb des Industrie- und Transportgeschäfts von 3M die Abteilung für erneuerbare Energien, um sich auf Energieerzeugung und Energiemanagement zu konzentrieren.
Aufgrund seiner Erfolge bei der Einsparung von Energie und Treibhausgasen hat die United States Environmental Protection Agency (EPA) 3M von 2004 bis 2014 mit dem Energy-Star-Preis ausgezeichnet.
Ende 2010 verklagte der Staat Minnesota 3M auf 5 Milliarden US-Dollar Schadensersatz, da das Unternehmen PFCs – von der EPA als krebserregende Chemikalie eingestuft
– in örtliche Gewässer freigesetzt hatte.
Im Jahr 2018 deckte Fairfax Media auf, dass Professor Giesy beschuldigt wurde, heimlich im Auftrag von 3M zu handeln, um im Rahmen einer weitreichenden internationalen Kampagne akademische Forschungen über die Gefahren von PFAS zu unterdrücken. Eine Fülle interner Unternehmensdokumente wurde erstmals öffentlich gemacht, nachdem ein Rechtsstreit zwischen dem Unternehmen und der Generalstaatsanwältin von Minnesota, Lori Swanson, mit einer Zahlung von 850 Millionen US-Dollar (etwa 1,15 Milliarden US-Dollar) beigelegt worden war. Diese Dokumente haben es dem Staat ermöglicht, zu dokumentieren, wie 3M über Jahrzehnte hinweg die wissenschaftliche Gemeinschaft über das Vorkommen seiner Chemikalien im Blut der Bevölkerung in die Irre geführt, Studien, die die Chemikalien mit Krebs in Verbindung bringen, untergraben und selektiv Forschungen finanziert hat, die als „defensive Barriere gegen Rechtsstreitigkeiten“ dienen sollten.
Im Zuge derselben Veröffentlichung wurde in Oakdale (Minnesota) festgestellt, dass eine besorgniserregende Anzahl von Krebsfällen unter Schülern der Tartan High School mit einer PFAS-Kontamination in Verbindung gebracht werden konnte, für die das Unternehmen 3M historisch verantwortlich ist. Über einen Zeitraum von 15 Jahren wurden mindestens 21 Schüler diagnostiziert, wobei PFAS-Chemikalien in der lokalen Trinkwasserversorgung gefunden wurden. Ein Rechtsstreit in Minnesota brachte Vorwürfe ans Licht, dass 3M versucht habe, die Gesundheitsrisiken von PFAS zu verschleiern. Trotz eines Vergleichs über 850 Millionen Dollar zur Behebung von Umweltschäden ringt die Gemeinde mit dem Erbe der Verschmutzung und deren gesundheitlichen Folgen.
Im Februar 2018 wurde eine Einigung über 850 Millionen US-Dollar erzielt.
Im Jahr 2019 traten 3M, zusammen mit der Chemours Company und DuPont, vor Gericht an, um jegliche Verantwortung abzulehnen, wobei die leitende Vizepräsidentin für Unternehmensangelegenheiten von 3M, Denise Rutherford, argumentierte,
dass die Chemikalien bei aktuellen Levels keine Bedrohung für die menschliche Gesundheit darstellen und dass es keine Opfer gäbe.
Im Jahr 2020 vereinbarte 3M mit dem Bundesstaat Alabama, die Verschmutzung des Trinkwassers durch sogenannte Ewigkeitschemikalien zu bereinigen. Diese Einigung, die kein spezifisches Strafmaß für 3M festlegt, verpflichtet das Unternehmen, alle Kosten für die Säuberung, Untersuchung und weitere Forschungen zu übernehmen. Die Chemikalien, bekannt als PFAS, wurden über Jahrzehnte in 3Ms Anlage in Decatur (Alabama) hergestellt und haben breite Anwendung in Industrie und Konsumgütern gefunden. Der Konsensbeschluss verlangt von 3M, über das aktuell rechtlich Geforderte hinaus zu handeln, um die Umwelt zu schützen und gesundheitliche Risiken zu erforschen. Am 3. November 2022 einigte sich 3M gemäß einer Anordnung der EPA darauf, Trinkwasser in der Nähe seiner Anlage in Cordova (Illinois), auf PFAS zu testen und zu behandeln, nachdem verschiedene PFAS-Chemikalien im Wasser gefunden worden waren. Diese Maßnahme ist Teil einer breiteren Strategie der Environmental Protection Agency, PFAS-Emissionen von großen Herstellern zu adressieren.
Im Jahr 2021 hat aufgrund der von der Universität Antwerpen festgestellten Gesundheitsrisiken durch PFOS-Verschmutzung für Anwohner in der Nähe der 3M-Fabrik in der Zwijndrecht (Belgien) (Provinz Antwerpen), die Hühnereier aus ihrem Garten essen, die flämische Regierung Maßnahmen und Richtlinien eingeführt. Diese Maßnahmen sollen die Exposition gegenüber PFOS begrenzen und beinhalten Empfehlungen zum Verzehr von selbst angebautem Gemüse und Eiern sowie zur Nutzung von Grundwasser. Die Richtlinien richten sich speziell an Menschen, die in bis zu 15 km Entfernungen zur 3M-Anlage leben. Im Jahr 2022 vereinbarte 3M mit der flämischen Regierung, mehr als 571 Millionen Euro für die Reinigung von PFAS-Kontaminationen an seinem Standort in Belgien zu investieren. Diese Einigung beendete einen andauernden Konflikt, obwohl 3M weiterhin für zukünftige gesundheitliche Schäden verantwortlich bleibt. Das Gesamtpaket beinhaltet sowohl frühere Zusagen von 120 Millionen Euro als auch neue Verpflichtungen in Höhe von 451 Millionen Euro, die unter anderem die Unterstützung lokaler Landwirte und die Implementierung von PFAS-bezogener Umwelttechnologie umfassen. Seit Januar 2024 will 3M an seinem Standort Zwijndrecht bei Antwerpen bis Mitte 2024 aus den Produktionsprozessen aussteigen, in denen der umstrittene Stoff PFAS vorkommt.

## 3M in Deutschland
1951 wurde die deutsche Niederlassung in Düsseldorf unter dem Namen „Minnesota Mining & Manufacturing Company GmbH“ gegründet, seit 1972 firmiert das Unternehmen unter „3M Deutschland GmbH“. An insgesamt 18 Standorten beschäftigt die 3M Deutschland GmbH rund 6.700 Mitarbeiter, die im Jahre 2017 einen Umsatz von 2,25 Mrd. € erzielten. In Neuss hat das Unternehmen seit 1973 seinen Hauptsitz und das größte europäische Forschungszentrum. In den Werken Hilden und Kamen werden reflektierende Materialien, Hygieneprodukte, grafische Folien, Fahrzeug-Innenraumfilter, Schleifmittel und Medizinprodukte gefertigt. Vom europäischen Warenverteilzentrum in Jüchen aus beliefert das Unternehmen Deutschland, die Benelux-Region sowie nord- und osteuropäische Länder. Ebenfalls zur 3M Deutschland GmbH gehören die 3M Medica mit Standorten in Neuss, Berlin und St. Ingbert, die 3M-Dentalsparte (ehemals 3M Espe) in Seefeld sowie die 3M Unitek in Landsberg am Lech, die kieferorthopädische Produkte vertreibt.
Zu 3M in Deutschland gehören folgende Gesellschaften:
- 3M Deutschland GmbH, Neuss, zugleich Muttergesellschaft der deutschen 3M-Gruppe
- Dyneon GmbH, Burgkirchen, Herstellung von Fluorpolymeren
- 3M Services GmbH vormals Quante Netzwerke GmbH, Hannover, Systemhaus im Bereich Telekommunikation
- Top-Service für Lingualtechnik GmbH, Bad Essen, Entwicklung, Produktion und Vertrieb von kieferorthopädischen Produkten
- 3M Technical Ceramics Zweigniederlassung der 3M Deutschland GmbH, Kempten (Allgäu), Herstellung von Hochleistungskeramik für Bauteile, Pulver und Oberflächen

## 3M in Österreich
In Österreich wurde 1961 die 3M Österreich GmbH als Tochtergesellschaft der 3M Company gegründet und befand sich mit etwa 150 Mitarbeitern in Perchtoldsdorf, an der Stadtgrenze zu Wien. Seit 1. Januar 2014 ist die 3M Österreich GmbH in Wien angesiedelt, im Europlaza Business Park im 12. Bezirk.
Der Betrieb in Villach-Seebach stellt Schleifscheiben her und war am 13. März 2018 von einem Großbrand betroffen.